# Roncolla
Roncolla (già Roncunula) è una località del comune di Volterra, in provincia di Pisa, Toscana.
Il piccolo borgo è situato lungo la Strada Regionale 68 di Val Cecina che da Volterra va in direzione di San Gimignano, ai piedi del Monte Rodolfo.

## Storia
Il toponimo deriva probabilmente dall'antico Runeum ed era noto come Roncunula. La prima testimonianza risale ad un atto di cessione del 17 luglio 961, mentre nel 1236 è citato come "villa" nella giurisdizione di Monte Voltraio. Nel 1278 Roncolla è ricordata in quanto un suo abitante, il guelfo Buonaccorso di Roncolla, prese parte al patto di pace tra il vescovo e il podestà di Volterra.
Il 15 giugno 1654, il borgo fu ceduto a Giovan Battista Guarnacci. Nel 1777 fu trasformato in lussuosa residenza da Mario Guarnacci. Nel 1822 passa di proprietà a Luigi Campani e nel corso del XX secolo agli Inghirami.

## Monumenti e luoghi d'interesse
Il piccolo borgo murato è dominato dalla villa fatta costruire nel 1777 da Monsignor Mario Guarnacci, ora proprietà Inghirami. Adiacente alla villa si trova la chiesa di San Martino.
A pochi metri dal borgo si trova una fonte di origine medievale, ristrutturata nel 1867. In località Palagione, un tempo borgo fortificato oggi semplice località agricola, si trova una villa pregevolmente decorata fatta costruire dai Medici nel 1598, poi passata ai Ricciarelli, ai Campani, ai conti Bandini di Parma ed infine acquistata dai Delogu nel secondo dopoguerra. Interessanti anche alcuni edifici agricoli, la piccola chiesa della Nunziata e i resti dell'antica pieve di San Giovanni Battista.
La località è servita da un proprio cimitero.